# Eleanor Boardman
Eleanor Boardman (Philadelphie, Pennsylvanie, 19 août 1898 - Santa Barbara, Californie, 12 décembre 1991) est une actrice américaine du cinéma muet.

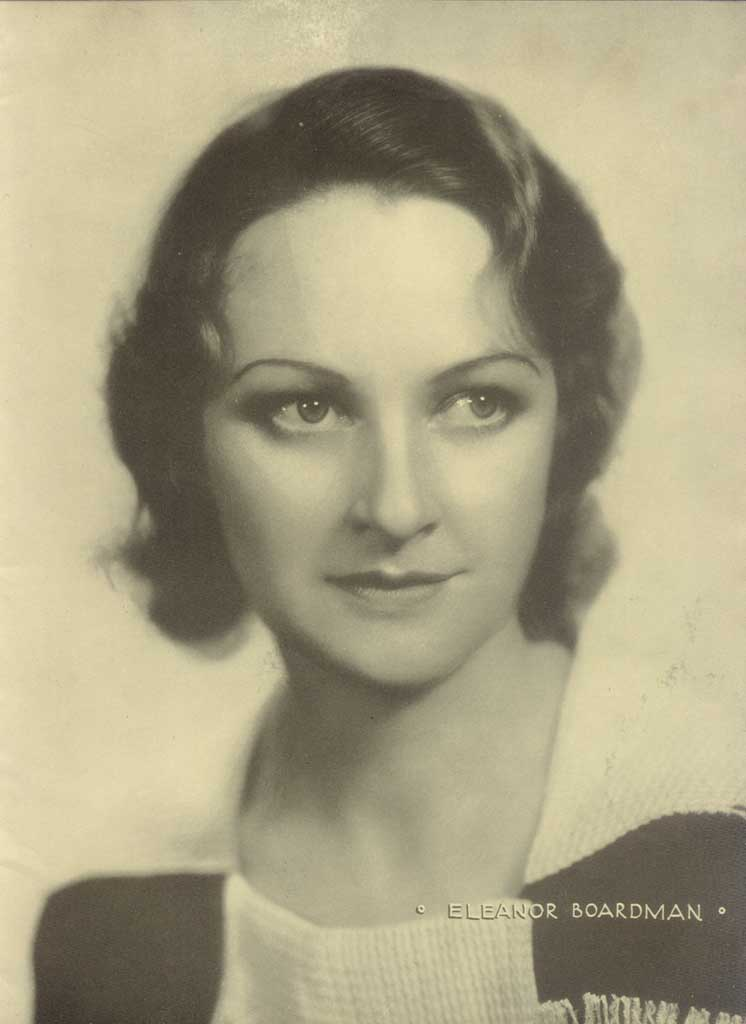
Pour Argentinean Magazine (1931).

## Biographie
À quinze ans, elle pose dans des films publicitaires pour la Eastman Kodak Company. Elle obtient un contrat en 1922 avec la Goldwyn Pictures et s'installe à Hollywood. Rapidement, elle se tourne vers la Metro-Goldwyn-Mayer mais est souvent insatisfaite des rôles qui lui sont attribués. Il faut attendre La Foule de King Vidor en 1928 pour qu'elle trouve un rôle à sa convenance. Cependant, comme de nombreuses stars du muet, le passage au cinéma parlant s'avère difficile, voire fatal pour sa carrière. She Goes to War (1929) de Henry King est un échec pour l'actrice.
King Vidor, récemment divorcé de l'actrice Florence Vidor, l'épouse en 1926. Eleanor lui donne deux filles, Antonia en 1927 et Belinda en 1930. Mais le couple ne s'entend pas. Ils se séparent la même année et entament une difficile procédure de divorce. Elle tourne encore quelques films jusqu'en 1935 qui ne parviennent pas à donner un nouvel essor à sa carrière, puis se retire.
Par la suite, elle part en Europe, rencontre Harry d'Abbadie d'Arrast, un assistant de Charlie Chaplin, qu'elle épouse en 1940. Ils resteront mariés jusqu'à la mort d'Harry en 1968. Elle décide ensuite de repartir aux États-Unis où elle meurt en 1991 à l'âge de 93 ans.
Eleanor Boardman a son étoile sur le Walk of Fame au 6922, Hollywood Boulevard.

## Filmographie
- 1922 : The Stranger's Banquet de Marshall Neilan : Jean McPherson
- 1923 : Gimme de Rupert Hughes : Clothilde Kingsley
- 1923 : Vanity Fair de Hugo Ballin : Amelia Sedley
- 1923 : Âmes à vendre (Souls for Sale) de Rupert Hughes : Miss Remember Steddon
- 1923 : La Sagesse de trois vieux fous (Three Wise Fools) de King Vidor : Rena Fairchild / Sydney Fairfield
- 1923 : The Day of Faith de Tod Browning : Jane Maynard
- 1924 : Silence sacré (True as Steel) de Rupert Hughes : Ethel Parry
- 1924 : Wine of Youth de King Vidor : Mary
- 1924 : Sinners in Silk de Hobart Henley : Penelope Stevens
- 1924 : The Turmoil de Hobart Henley : Mary Vertrees
- 1924 : So This Is Marriage? de Hobart Henley : Beth Marsh
- 1924 : The Silent Accuser de Chester M. Franklin : Barbara Jane
- 1924 : La Femme de Don Juan (The Wife of the Centaur) de King Vidor : Joan Converse
- 1925 : The Way of a Girl de Robert G. Vignola : Rosamond
- 1925 : Fraternité (Proud Flesh) de King Vidor : Fernanda
- 1925 : The Circle de Frank Borzage : Elizabeth Cheney
- 1925 : Exchange of Wives de Hobart Henley : Margaret Rathburn
- 1925 : The Only Thing de Jack Conway : Thyra, princesse de Svendborg
- 1926 : Memory Lane (en) de John M. Stahl : Mary
- 1926 : Une femme aux enchères (The Auction Block) de Hobart Henley : Lorelei Knight
- 1926 : Marine d'abord ! (Tell It to the Marines) de George W. Hill : Infirmière Norma Dale
- 1926 : Bardelys le magnifique (Bardelys the Magnificent) de King Vidor : Roxalanne de Lavedan
- 1928 : La Foule (The Crowd)' de King Vidor : Mary
- 1928 : Diamond Handcuffs de John P. McCarthy : Tillie
- 1928 : Show People de King Vidor : caméo (séquence d'archive)
- 1929 : Elle s'en va-t-en guerre (She Goes to War) de Henry King: Joan
- 1930 : Mamba d'Albert S. Rogell : Helen von Linden
- 1930 : Redemption de Fred Niblo : Lisa
- 1931 : The Great Meadow de Charles Brabin: Diony Hall
- 1931 : The Flood de James Tinling : Joan Marshall
- 1931 : Women Love Once d'Edward Goodman : Helen Fields
- 1931 : Le Mari de l'indienne (The Squaw Man) de Cecil B. DeMille: Lady Diana Kerhill
- 1931 : The Three Cornered Hat de Harry d'Abbadie d'Arrast : La femme de Miller

## Récompenses et distinctions
- 1923 : WAMPAS Baby Stars